# Diploptalis metallescens
Diploptalis metallescens är en fjärilsart som beskrevs av George Francis Hampson 1919. Diploptalis metallescens ingår i släktet Diploptalis och familjen Crambidae. Inga underarter finns listade i Catalogue of Life.